# 勒爾錦
勒爾錦（转写：Lergiyen；1652年1月29日—1706年9月7日，順治八年十二月十九日—康熙四十五年八月初一日），滿洲愛新覺羅氏。禮烈親王代善曾孫、穎毅親王薩哈璘孫、順承恭惠郡王勒克德渾第四子。

## 承襲順承郡王爵位早期
順治九年（1652年）三月，勒克德渾去世，由勒爾錦承襲順承郡王爵位。康熙十一年（1672年），執掌宗人府事務。

## 三藩之亂時期
康熙十二年（1673年），吳三桂謀反，朝廷命勒爾錦為寧南靖寇大將軍，率領大軍討伐。康熙十三年（1674年），勒爾錦駐守荊州。吳三桂軍隊攻陷沅州、常德，分兵抵達巴東，進逼襄陽，勒爾錦派遣都統鄂內率兵防守。同年三月，吳三桂部將劉之復率水軍進犯彞陵，夾江建立五營，勒爾錦派遣護軍統領額司泰等水陸並擊，大敗敵軍。同年四月，吳三桂部將陶繼智再自宜都來犯，又被勒爾錦打敗。 同年七月，又敗吳三桂部將吳應麒等。康熙十四年（1675年）五月，吳三桂兵犯均州，勒爾錦派遣都統伊裡布擊敗其軍隊。同年六月，叛將楊來嘉來犯，列陣於山巔，自山溝下斷清軍師之道，清軍迎擊，斬三千餘首級。勒爾錦上疏言：“敵逼彞陵，兵眾舟多，請益戰艦以斷運道。”清聖祖聽從其見。同年七月，吳三桂部將王會等合來嘉進犯南漳，又派遣伊裡布與總督蔡毓榮會師迎擊敵軍。同年八月，勒爾錦上疏言：“賊立壘掘塹，騎兵不能衝突。當簡綠旗步兵，造輕箭簾車、炮車併進，填壕發炮，繼以滿洲兵，庶可滅賊。”清聖祖再聽從其見。同年十月，勒爾錦收復興山。十二月，請求發禁旅益師，清聖祖責其遷延。康熙十五年（1676年），自荊州渡江，大破敵軍於文村、於石首，再戰敵軍於太平街，被打敗後退保荊州。同年九月，派遣副都統塞格收復鄖西。康熙十八年（1679年），設置隨徵四營，管轄新增兵一萬二千人。吳三桂既死，再渡江攻克松滋、枝江、宜都及澧州等地，進而攻取常德，敵軍焚毀廬舍、以舟艦先行遁走，所置巡撫李益陽、按察院陳寶鑰等出降。勒爾錦遂遣兵至青石渡，吳世璠部將潘龍迎戰。清軍左右夾擊，追至平峪鋪，斬馘無算，敵軍墮崖死者甚眾。清軍隨即收復衡山，進攻歸州，打敗吳世璠部將廖進忠於馬黃山，追擊至西壤，進而收復歸州、巴東等地。

## 削爵
康熙十九年（1680年），朝廷下詔儘快攻取重慶。勒爾錦上疏請留將軍噶爾漢於荊州，親自率師開赴重慶，但是勒爾錦又中途率領軍隊退回，具疏自我彈劾，請求解任大將軍之職，到沅州軍中自效，清聖祖責令他回京師。下吏議罪，以軍隊長久駐紮浪費軍餉，因此失去事機之罪，削去其爵位。由勒爾錦第三子勒爾貝承襲順承郡王爵位。康熙四十五年（1706年），勒爾錦逝世。勒爾錦四位兒子勒爾貝、延奇、充保及穆布巴相繼成為順承郡王。但是最終在康熙五十四年（1715年）因穆布巴坐事被削爵而由勒爾錦的兄長諾羅布承襲爵位。

## 家族
- 父：順承恭惠郡王勒克德渾
- 母：繼福晉他塔喇氏[1]
- 妻妾：[1]
  - 嫡妻博爾濟吉特氏
  - 繼妻舒穆祿氏
  - 妾劉氏（劉桂女）
  - 妾曹氏
  - 妾孫氏
  - 妾劉氏（劉照明女）
  - 妾羅氏
  - 妾李氏
  - 妾王氏
  - 妾馬氏
  - 妾張氏
  - 妾伊爾根覺羅氏
  - 妾他塔喇氏
  - 妾納喇氏
  - 妾方氏
- 子：[1]

1. 勒綬，母妾伊爾根覺羅氏
2. 蘇爾佛，母繼妻舒穆祿氏
3. 順承郡王勒爾貝，母妾李氏
4. 順承郡王延奇，母妾曹氏
5. 已革順承郡王穆布巴，母妾孫氏
6. 碩穆布，母妾曹氏
7. 順承郡王充保，母繼妻舒穆祿氏
8. 錫達布，母妾羅氏
9. 賓圖，母妾劉氏（劉照明女）
10. 新圖，母妾張氏
11. 巴爾丹，母妾劉氏（劉照明女）
12. 林圖，母妾馬氏
13. 康喀喇，母妾張氏
14. 多爾賽，母妾他塔喇氏

## 備註
1. ↑  滿語意思是「度量大」。